# Рендолф (Канзас)
Рендолф (англ. Randolph) — місто (англ. city) в США, в окрузі Райлі штату Канзас. Населення — 159 осіб (2020).

## Географія
Рендолф розташований за координатами 39°25′44″ пн. ш. 96°45′35″ зх. д. / 39.42889° пн. ш. 96.75972° зх. д. (39.428856, -96.759751).  За даними Бюро перепису населення США в 2010 році місто мало площу 0,65 км², уся площа — суходіл.

## Демографія
Згідно з переписом 2010 року, у місті мешкали 163 особи в 71 домогосподарстві у складі 43 родин. Густота населення становила 249 осіб/км².  Було 82 помешкання (125/км²).
Расовий склад населення:
| - 96,9 % — білих |

До двох чи більше рас належало 3,1 %. Частка іспаномовних становила 4,9 % від усіх жителів.
За віковим діапазоном населення розподілялося таким чином: 25,2 % — особи молодші 18 років, 62,5 % — особи у віці 18—64 років, 12,3 % — особи у віці 65 років та старші. Медіана віку мешканця становила 36,5 року. На 100 осіб жіночої статі у місті припадало 79,1 чоловіків;  на 100 жінок у віці від 18 років та старших — 76,8 чоловіків також старших 18 років.
Середній дохід на одне домашнє господарство  становив 54 725 доларів США (медіана — 48 750), а середній дохід на одну сім'ю — 75 909 доларів (медіана — 78 750). Медіана доходів становила 37 000 доларів для чоловіків та 34 063 долари для жінок. За межею бідності перебувало 2,4 % осіб, у тому числі 0,0 % дітей у віці до 18 років та 25,0 % осіб у віці 65 років та старших.
Цивільне працевлаштоване населення становило 93 особи. Основні галузі зайнятості: освіта, охорона здоров'я та соціальна допомога — 21,5 %, роздрібна торгівля — 19,4 %, будівництво — 17,2 %.